# Joe Jackson (giocatore di football americano 1996)
Joe Jackson (Homestead, 20 dicembre 1996) è un giocatore di football americano statunitense che milita nel ruolo di defensive end per i Cleveland Browns della National Football League (NFL).

## Carriera

### Dallas Cowboys
Jackson fu scelto nel corso del quinto giro (165º assoluto) del Draft NFL 2019 dai Dallas Cowboys. Debuttò come professionista subentrando nella gara del primo turno vinta contro i New York Giants senza fare registrare alcuna statistica. La sua stagione da rookie si chiuse con 4 tackle e un passaggio deviato in 5 presenze, nessuna delle quali come titolare.

### Cleveland Browns
Il 6 settembre 2020 Jackson firmò con i Cleveland Browns dopo essere stato svincolato.